# Sociedad Recreativa la Agricultura
La Sociedad Recreativa la Agricultura (conocida popularmente como Casino la Agricultura) es una sociedad cultural situada en la calle San Cristóbal número 1 de Sueca (Valencia), España. 
Es una sociedad recreativa privada, constituida en Sueca en 1952, aunque procede del fenómeno asociacionista que surgió a finales del siglo XIX. 
Dispone de sala de lectura-biblioteca, salones para juegos de mesa, terrazas, sala de billares, escuela de ajedrez, taller de pintura, salón de actos y servicio de bar-cafetería, este último de acceso libre en algunas zonas reservadas para ello. En su interior acoge a los clubes de ajedrez y de caza de la ciudad. 
El edificio, construido en los años 30 del pasado siglo en el centro de la ciudad, es de estilo Art déco valenciano  y se levanta sobre el solar de la que fue la Casa y Torre de la Señoría de Sueca, en manos de la Orden de Montesa que, posteriormente, pasó a propiedad del que fue valido de Carlos IV, el Príncipe de La Paz, Señor de la Albufera y I Duque de Sueca, Manuel Godoy.

## Edificio
Es una obra representativa del art déco valenciano en Sueca cuyo proyecto ejecutaría el arquitecto suecano Julián Ferrando Ortells en la década de 1930. El edificio presenta características típicas del estilo art déco tanto en su fachada como en el interior. El actual edificio se levanta sobre el inmueble que ocupaba la casa y las dependencias del Maestro de la Orden de Montesa. 
La fachada principal del edificio es similar a la del teatro Serrano de Sueca, obra de Juan Guardiola. En este sentido es necesario tener en cuenta la influencia de la arquitectura vanguardista de Guardiola en Sueca, hecho que influiria en la obra de su paisano Julián Ferrando Ortells. Es destacable la ornamentación y la carpintería de estilo art déco que se halla en el interior del edificio, conservada en su estado original.